# Jefferson Hills
Jefferson Hills è una borough degli Stati Uniti d'America, nella contea di Allegheny nello Stato della Pennsylvania. Secondo il censimento del 2000 la popolazione è di 9.666 abitanti.

## Società

### Evoluzione demografica
La composizione etnica vede una prevalenza della razza bianca (96,76%) seguita da quella afroamericana (1,31%), dati del 2000.
| borough di Jefferson Hills Popolazione |       |
| 1930                                   | 4.138 |
| 1950                                   | 8.280 |
| 1980                                   | 8.643 |
| 2000                                   | 9.666 |
| Stima al 01-07-07                      | 9.647 |

## Storia
All'inizio esisteva una Township chiamata Jefferson in onore di Thomas Jefferson. Nel 1845 da Jefferson venne formata un'altra Township chiamata Snowden. La popolazione nel 1860 era di 1.601 abitanti.

## Crimine
| Statistiche del 2005  | I tassi di criminalità sono basati su 100.000 persone. |                                              |
| Luogo                 | Crimini violenti (omicidi, rapine, ecc.)               | Altrio crimini (furti, incendi dolosi, ecc.) |
| Jefferson Hills       | 83                                                     | 784                                          |
| Pennsylvania          | 425                                                    | 2,417                                        |
| Stati Uniti d'America | 469                                                    | 3,420                                        |